# 阿爾多·科瑞克
阿爾多·科瑞克（1986年8月7日—）是一位愛沙尼亞排球運動員。他現在效力於法國排球聯賽球隊巴黎。他也代表愛沙尼亞國家排球隊參賽。